# Kanton Équeurdreville-Hainneville
Kanton Équeurdreville-Hainneville (francouzsky Canton d'Équeurdreville-Hainneville) je francouzský kanton v departementu Manche v regionu Normandie. Po reformě kantonů v roce 2014 sestává pouze z obce Équeurdreville-Hainneville, do té doby ho tvořilo 6 obcí. Od 1. ledna 2016 je Équeurdreville-Hainneville součástí nově utvořené obce Cherbourg-en-Cotentin.